# USインターナショナルクラシック
USインターナショナルクラシック（英語: U.S. International Figure Skating Classic）は、アメリカ合衆国のソルトレイクシティで開催されるフィギュアスケートの国際競技会。

## 概要
アメリカフィギュアスケート協会が主催し、国際スケート連盟の規定に従い開催される。2012年に初開催され、国際スケート連盟のシーズンイベントカレンダーに掲載されている。2012年大会は、ISUフィギュアスケート世界ランキングのポイント獲得の対象となるシニア国際大会の要件を満たし、上位入賞者にはランキングポイントが付与された。
2014年、国際スケート連盟が主催するISUチャレンジャーシリーズに組み込まれた。2020-2021シーズン、新型コロナウイルス感染症(COVID-19)の世界的な流行により開催中止。またその影響を受け、2021-2022シーズンは実施されたが、ISUチャレンジャーシリーズから外れている。2022-2023シーズン、ISUチャレンジャーシリーズに復帰。　

## 歴代メダリスト

### 男子シングル
| 年      | 金                   | 銀                         | 銅                   |          |
| ------- | -------------------- | -------------------------- | -------------------- | -------- |
| 2012    | マックス・アーロン   | アーミン・マーバヌーザデー | ロス・マイナー       |          |
| 2013    | マックス・アーロン   | スティーブン・キャリエール | ジョシュア・ファリス |          |
| 2014 CS | マックス・アーロン   | ロス・マイナー             | 村上大介             |          |
| 2015 CS | ダニエル・サモーヒン | 田中刑事                   | ロス・マイナー       |          |
| 2016 CS | ジェイソン・ブラウン | 無良崇人                   | アダム・リッポン     |          |
| 2017 CS | ネイサン・チェン     | マックス・アーロン         | リアム・フィルス     |          |
| 2018 CS | ナム・グエン         | ミハル・ブジェジナ         | ジミー・マ           |          |
| 2019 CS | 田中刑事             | 山本草太                   | ヴィンセント・ジョウ |          |
| 2020    | 開催中止             | 開催中止                   | 開催中止             | 開催中止 |
| 2021    | ミハル・ブレジナ     | ジミー・マ                 | Eric SJOBERG         |          |
| 2022 CS | イリア・マリニン     | ケヴィン・エイモズ         | カムデン・プルキネン |          |

### 女子シングル
| 年      | 金                       | 銀                               | 銅                   |          |
| ------- | ------------------------ | -------------------------------- | -------------------- | -------- |
| 2012    | アグネス・ザワツキー     | グレイシー・ゴールド             | アメリー・ラコステ   |          |
| 2013    | コートニー・ヒックス     | グレイシー・ゴールド             | サマンサ・シザーリオ |          |
| 2014 CS | ポリーナ・エドモンズ     | コートニー・ヒックス             | 加藤利緒菜           |          |
| 2015 CS | 宮原知子                 | エリザヴェート・トゥルシンバエワ | アンジェラ・ワン     |          |
| 2016 CS | 宮原知子                 | マライア・ベル                   | カレン・チェン       |          |
| 2017 CS | 本田真凜                 | 長洲未来                         | カレン・チェン       |          |
| 2018 CS | 宮原知子                 | イム・ウンス                     | キム・イェリム       |          |
| 2019 CS | 宮原知子                 | ユ・ヨン                         | アンバー・グレン     |          |
| 2020    | 開催中止                 | 開催中止                         | 開催中止             | 開催中止 |
| 2021    | アレクサンドラ・トルソワ | パク・ヨンジョン                 | ガブリエラ・イッツォ |          |
| 2022 CS | キム・イェリム           | ユ・ヨン                         | 河辺愛菜             |          |

### ペア
| 年      | 金                                                      | 銀                                                  | 銅                                                            |          |
| ------- | ------------------------------------------------------- | --------------------------------------------------- | ------------------------------------------------------------- | -------- |
| 2012    | カーステン・ムーア＝タワーズ and ディラン・モスコビッチ | ペイジ・ローレンス and ルディ・スウィガース         | ティファニー・ヴァイス and ドン・ボルドウィン                 |          |
| 2013    | カーステン・ムーア＝タワーズ and ディラン・モスコビッチ | ケイディー・デニー and ジョン・コフリン             | タラ・ケイン and ダニエル・オシェイ                           |          |
| 2014 CS | アレクサ・シメカ and クリス・クニエリム                 | ジェシカ・カララン and ザック・シドゥー             | マデリーン・アーロン and マックス・セットレージ               |          |
| 2015 CS | タラ・ケイン and ダニエル・オシェイ                     | マリッサ・キャステリ and マーヴィン・トラン         | カーステン・ムーア＝タワーズ and マイケル・マリナロ           |          |
| 2016 CS | ブリトニー・ジョーンズ and ジョシュア・レーガン         | ジェシカ・カララン and ザック・シドゥー             | アレクサンドラ・ショーネシー and ジェームズ・モーガン         |          |
| 2017 CS | カーステン・ムーア＝タワーズ and マイケル・マリナロ     | アレクサ・シメカ・クニエリム and クリス・クニエリム | チェルシー・リュウ and ブライアン・ジョンソン                 |          |
| 2018 CS | アシュリー・ケイン and ティモシー・ルデュク             | オードリー・ルー and ミーシャ・ミトロファノフ       | エカテリーナ・アレクサンドロフスカヤ and ハーレー・ウィンザー |          |
| 2019 CS | アシュリー・ケイン・グリブル and ティモシー・ルデュク   | エフゲーニヤ・タラソワ and ウラジミール・モロゾフ   | 彭程 and 金楊                                                 |          |
| 2020    | 開催中止                                                | 開催中止                                            | 開催中止                                                      | 開催中止 |
| 2021    | 非実施                                                  | 非実施                                              | 非実施                                                        | 非実施   |
| 2022 CS | レベッカ・ギラルディ and フィリッポ・アンブロジーニ     | エミリー・チェン and スペンサー・アキラ・ハウ       | ヴァレンティーナ・プラザ and マキシミリアーノ・フェルナンデス |          |

### アイスダンス
| 年      | 金                                                  | 銀                                                        | 銅                                                                  |          |
| ------- | --------------------------------------------------- | --------------------------------------------------------- | ------------------------------------------------------------------- | -------- |
| 2012    | パイパー・ギレス and ポール・ポワリエ               | アレクサンドラ・ポール and ミッチェル・イスラム           | リン・クリーンクライルート and ローガン・ジュリエッティ＝シュミット |          |
| 2013    | メリル・デイヴィス and チャーリー・ホワイト         | ケイトリン・ウィーバー and アンドリュー・ポジェ           | ニコル・オーフォード and トーマス・ウィリアムズ                     |          |
| 2014 CS | アレクサンドラ・アルドリッジ and ダニエル・イートン | ニコル・オーフォード and トーマス・ウィリアムズ           | アナスタシア・カヌーシオ and コリン・マクマヌス                     |          |
| 2015 CS | マディソン・ハベル and ザカリー・ダナヒュー         | ロランス・フルニエ・ボードリー and ニゴライ・サアアンスン | エリザベット・パラディ and フランソワ＝グザヴィエ・ウェレット       |          |
| 2016 CS | マディソン・ハベル and ザカリー・ダナヒュー         | 村元哉中 and クリス・リード                               | アレクサンドラ・ポール and ミッチェル・イスラム                     |          |
| 2017 CS | マディソン・ハベル and ザカリー・ダナヒュー         | ケイトリン・ホワイエク and ジャン＝リュック・ベイカー     | 村元哉中 and クリス・リード                                         |          |
| 2018 CS | マディソン・ハベル and ザカリー・ダナヒュー         | クリスティーナ・カレイラ and アンソニー・ポノマレンコ     | 小松原美里 and ティモシー・コレト                                   |          |
| 2019 CS | マディソン・チョック and エヴァン・ベイツ           | クリスティーナ・カレイラ and アンソニー・ポノマレンコ     | キャロラーヌ・ソシース and シェーン・フィルス                       |          |
| 2020    | 開催中止                                            | 開催中止                                                  | 開催中止                                                            | 開催中止 |
| 2021    | マディソン・ハベル and ザカリー・ダナヒュー         | ダイアナ・デイビス and グレブ・スモルキン                 | エヴァ・パテ and ローガン・バイ                                     |          |
| 2022 CS | ライラ・フィアー and ルイス・ギブソン               | エヴァ・パテ and ローガン・バイ                           | ロレイン・マクナマラ and アントン・スピリドノフ                     |          |